# Бреде-1 тема
Те́ма Бреде-1 — тема в шаховій композиції, яка краще може бути виражена в триходовому жанрі. Суть теми — звільнення ферзем поля для оголошення з цього поля мату конем.

## Історія
Видатний німецький шаховий композитор Юліус Бреде (1800 — 15.12.1849) працював над ідеєю звільнення ферзем поля для подальшого ходу на це поле коня. На цю ідею ним було складено ряд задач, внаслідок цього ідея дістала назву від його прізвища. В книзі J. Valladäo Monteiro «222 Temas #2» приводиться одна з задач Юліуса Бреде, невідомо де опублікована, а публікація датована 1915 роком, тобто через 66 років після смерті автора задачі.
Оскільки є ще один задум, який носить його ім'я, ця ідея дістала назву — тема Бреде-1.
|   | a | b | c | d | e | f | g | h |   |
| 8 | d8 чорна тура · b7 чорний ферзь · d7 чорна тура · h6 чорний пішак · f5 білий пішак · h5 чорний король · a4 чорний пішак · f4 білий ферзь · g4 чорний пішак · h4 білий пішак · b3 чорний пішак · g3 білий пішак · b2 білий пішак · g2 білий кінь · a1 білий король | d8 чорна тура · b7 чорний ферзь · d7 чорна тура · h6 чорний пішак · f5 білий пішак · h5 чорний король · a4 чорний пішак · f4 білий ферзь · g4 чорний пішак · h4 білий пішак · b3 чорний пішак · g3 білий пішак · b2 білий пішак · g2 білий кінь · a1 білий король | d8 чорна тура · b7 чорний ферзь · d7 чорна тура · h6 чорний пішак · f5 білий пішак · h5 чорний король · a4 чорний пішак · f4 білий ферзь · g4 чорний пішак · h4 білий пішак · b3 чорний пішак · g3 білий пішак · b2 білий пішак · g2 білий кінь · a1 білий король | d8 чорна тура · b7 чорний ферзь · d7 чорна тура · h6 чорний пішак · f5 білий пішак · h5 чорний король · a4 чорний пішак · f4 білий ферзь · g4 чорний пішак · h4 білий пішак · b3 чорний пішак · g3 білий пішак · b2 білий пішак · g2 білий кінь · a1 білий король | d8 чорна тура · b7 чорний ферзь · d7 чорна тура · h6 чорний пішак · f5 білий пішак · h5 чорний король · a4 чорний пішак · f4 білий ферзь · g4 чорний пішак · h4 білий пішак · b3 чорний пішак · g3 білий пішак · b2 білий пішак · g2 білий кінь · a1 білий король | d8 чорна тура · b7 чорний ферзь · d7 чорна тура · h6 чорний пішак · f5 білий пішак · h5 чорний король · a4 чорний пішак · f4 білий ферзь · g4 чорний пішак · h4 білий пішак · b3 чорний пішак · g3 білий пішак · b2 білий пішак · g2 білий кінь · a1 білий король | d8 чорна тура · b7 чорний ферзь · d7 чорна тура · h6 чорний пішак · f5 білий пішак · h5 чорний король · a4 чорний пішак · f4 білий ферзь · g4 чорний пішак · h4 білий пішак · b3 чорний пішак · g3 білий пішак · b2 білий пішак · g2 білий кінь · a1 білий король | d8 чорна тура · b7 чорний ферзь · d7 чорна тура · h6 чорний пішак · f5 білий пішак · h5 чорний король · a4 чорний пішак · f4 білий ферзь · g4 чорний пішак · h4 білий пішак · b3 чорний пішак · g3 білий пішак · b2 білий пішак · g2 білий кінь · a1 білий король | 8 |
| 7 | d8 чорна тура · b7 чорний ферзь · d7 чорна тура · h6 чорний пішак · f5 білий пішак · h5 чорний король · a4 чорний пішак · f4 білий ферзь · g4 чорний пішак · h4 білий пішак · b3 чорний пішак · g3 білий пішак · b2 білий пішак · g2 білий кінь · a1 білий король | d8 чорна тура · b7 чорний ферзь · d7 чорна тура · h6 чорний пішак · f5 білий пішак · h5 чорний король · a4 чорний пішак · f4 білий ферзь · g4 чорний пішак · h4 білий пішак · b3 чорний пішак · g3 білий пішак · b2 білий пішак · g2 білий кінь · a1 білий король | d8 чорна тура · b7 чорний ферзь · d7 чорна тура · h6 чорний пішак · f5 білий пішак · h5 чорний король · a4 чорний пішак · f4 білий ферзь · g4 чорний пішак · h4 білий пішак · b3 чорний пішак · g3 білий пішак · b2 білий пішак · g2 білий кінь · a1 білий король | d8 чорна тура · b7 чорний ферзь · d7 чорна тура · h6 чорний пішак · f5 білий пішак · h5 чорний король · a4 чорний пішак · f4 білий ферзь · g4 чорний пішак · h4 білий пішак · b3 чорний пішак · g3 білий пішак · b2 білий пішак · g2 білий кінь · a1 білий король | d8 чорна тура · b7 чорний ферзь · d7 чорна тура · h6 чорний пішак · f5 білий пішак · h5 чорний король · a4 чорний пішак · f4 білий ферзь · g4 чорний пішак · h4 білий пішак · b3 чорний пішак · g3 білий пішак · b2 білий пішак · g2 білий кінь · a1 білий король | d8 чорна тура · b7 чорний ферзь · d7 чорна тура · h6 чорний пішак · f5 білий пішак · h5 чорний король · a4 чорний пішак · f4 білий ферзь · g4 чорний пішак · h4 білий пішак · b3 чорний пішак · g3 білий пішак · b2 білий пішак · g2 білий кінь · a1 білий король | d8 чорна тура · b7 чорний ферзь · d7 чорна тура · h6 чорний пішак · f5 білий пішак · h5 чорний король · a4 чорний пішак · f4 білий ферзь · g4 чорний пішак · h4 білий пішак · b3 чорний пішак · g3 білий пішак · b2 білий пішак · g2 білий кінь · a1 білий король | d8 чорна тура · b7 чорний ферзь · d7 чорна тура · h6 чорний пішак · f5 білий пішак · h5 чорний король · a4 чорний пішак · f4 білий ферзь · g4 чорний пішак · h4 білий пішак · b3 чорний пішак · g3 білий пішак · b2 білий пішак · g2 білий кінь · a1 білий король | 7 |
| 6 | d8 чорна тура · b7 чорний ферзь · d7 чорна тура · h6 чорний пішак · f5 білий пішак · h5 чорний король · a4 чорний пішак · f4 білий ферзь · g4 чорний пішак · h4 білий пішак · b3 чорний пішак · g3 білий пішак · b2 білий пішак · g2 білий кінь · a1 білий король | d8 чорна тура · b7 чорний ферзь · d7 чорна тура · h6 чорний пішак · f5 білий пішак · h5 чорний король · a4 чорний пішак · f4 білий ферзь · g4 чорний пішак · h4 білий пішак · b3 чорний пішак · g3 білий пішак · b2 білий пішак · g2 білий кінь · a1 білий король | d8 чорна тура · b7 чорний ферзь · d7 чорна тура · h6 чорний пішак · f5 білий пішак · h5 чорний король · a4 чорний пішак · f4 білий ферзь · g4 чорний пішак · h4 білий пішак · b3 чорний пішак · g3 білий пішак · b2 білий пішак · g2 білий кінь · a1 білий король | d8 чорна тура · b7 чорний ферзь · d7 чорна тура · h6 чорний пішак · f5 білий пішак · h5 чорний король · a4 чорний пішак · f4 білий ферзь · g4 чорний пішак · h4 білий пішак · b3 чорний пішак · g3 білий пішак · b2 білий пішак · g2 білий кінь · a1 білий король | d8 чорна тура · b7 чорний ферзь · d7 чорна тура · h6 чорний пішак · f5 білий пішак · h5 чорний король · a4 чорний пішак · f4 білий ферзь · g4 чорний пішак · h4 білий пішак · b3 чорний пішак · g3 білий пішак · b2 білий пішак · g2 білий кінь · a1 білий король | d8 чорна тура · b7 чорний ферзь · d7 чорна тура · h6 чорний пішак · f5 білий пішак · h5 чорний король · a4 чорний пішак · f4 білий ферзь · g4 чорний пішак · h4 білий пішак · b3 чорний пішак · g3 білий пішак · b2 білий пішак · g2 білий кінь · a1 білий король | d8 чорна тура · b7 чорний ферзь · d7 чорна тура · h6 чорний пішак · f5 білий пішак · h5 чорний король · a4 чорний пішак · f4 білий ферзь · g4 чорний пішак · h4 білий пішак · b3 чорний пішак · g3 білий пішак · b2 білий пішак · g2 білий кінь · a1 білий король | d8 чорна тура · b7 чорний ферзь · d7 чорна тура · h6 чорний пішак · f5 білий пішак · h5 чорний король · a4 чорний пішак · f4 білий ферзь · g4 чорний пішак · h4 білий пішак · b3 чорний пішак · g3 білий пішак · b2 білий пішак · g2 білий кінь · a1 білий король | 6 |
| 5 | d8 чорна тура · b7 чорний ферзь · d7 чорна тура · h6 чорний пішак · f5 білий пішак · h5 чорний король · a4 чорний пішак · f4 білий ферзь · g4 чорний пішак · h4 білий пішак · b3 чорний пішак · g3 білий пішак · b2 білий пішак · g2 білий кінь · a1 білий король | d8 чорна тура · b7 чорний ферзь · d7 чорна тура · h6 чорний пішак · f5 білий пішак · h5 чорний король · a4 чорний пішак · f4 білий ферзь · g4 чорний пішак · h4 білий пішак · b3 чорний пішак · g3 білий пішак · b2 білий пішак · g2 білий кінь · a1 білий король | d8 чорна тура · b7 чорний ферзь · d7 чорна тура · h6 чорний пішак · f5 білий пішак · h5 чорний король · a4 чорний пішак · f4 білий ферзь · g4 чорний пішак · h4 білий пішак · b3 чорний пішак · g3 білий пішак · b2 білий пішак · g2 білий кінь · a1 білий король | d8 чорна тура · b7 чорний ферзь · d7 чорна тура · h6 чорний пішак · f5 білий пішак · h5 чорний король · a4 чорний пішак · f4 білий ферзь · g4 чорний пішак · h4 білий пішак · b3 чорний пішак · g3 білий пішак · b2 білий пішак · g2 білий кінь · a1 білий король | d8 чорна тура · b7 чорний ферзь · d7 чорна тура · h6 чорний пішак · f5 білий пішак · h5 чорний король · a4 чорний пішак · f4 білий ферзь · g4 чорний пішак · h4 білий пішак · b3 чорний пішак · g3 білий пішак · b2 білий пішак · g2 білий кінь · a1 білий король | d8 чорна тура · b7 чорний ферзь · d7 чорна тура · h6 чорний пішак · f5 білий пішак · h5 чорний король · a4 чорний пішак · f4 білий ферзь · g4 чорний пішак · h4 білий пішак · b3 чорний пішак · g3 білий пішак · b2 білий пішак · g2 білий кінь · a1 білий король | d8 чорна тура · b7 чорний ферзь · d7 чорна тура · h6 чорний пішак · f5 білий пішак · h5 чорний король · a4 чорний пішак · f4 білий ферзь · g4 чорний пішак · h4 білий пішак · b3 чорний пішак · g3 білий пішак · b2 білий пішак · g2 білий кінь · a1 білий король | d8 чорна тура · b7 чорний ферзь · d7 чорна тура · h6 чорний пішак · f5 білий пішак · h5 чорний король · a4 чорний пішак · f4 білий ферзь · g4 чорний пішак · h4 білий пішак · b3 чорний пішак · g3 білий пішак · b2 білий пішак · g2 білий кінь · a1 білий король | 5 |
| 4 | d8 чорна тура · b7 чорний ферзь · d7 чорна тура · h6 чорний пішак · f5 білий пішак · h5 чорний король · a4 чорний пішак · f4 білий ферзь · g4 чорний пішак · h4 білий пішак · b3 чорний пішак · g3 білий пішак · b2 білий пішак · g2 білий кінь · a1 білий король | d8 чорна тура · b7 чорний ферзь · d7 чорна тура · h6 чорний пішак · f5 білий пішак · h5 чорний король · a4 чорний пішак · f4 білий ферзь · g4 чорний пішак · h4 білий пішак · b3 чорний пішак · g3 білий пішак · b2 білий пішак · g2 білий кінь · a1 білий король | d8 чорна тура · b7 чорний ферзь · d7 чорна тура · h6 чорний пішак · f5 білий пішак · h5 чорний король · a4 чорний пішак · f4 білий ферзь · g4 чорний пішак · h4 білий пішак · b3 чорний пішак · g3 білий пішак · b2 білий пішак · g2 білий кінь · a1 білий король | d8 чорна тура · b7 чорний ферзь · d7 чорна тура · h6 чорний пішак · f5 білий пішак · h5 чорний король · a4 чорний пішак · f4 білий ферзь · g4 чорний пішак · h4 білий пішак · b3 чорний пішак · g3 білий пішак · b2 білий пішак · g2 білий кінь · a1 білий король | d8 чорна тура · b7 чорний ферзь · d7 чорна тура · h6 чорний пішак · f5 білий пішак · h5 чорний король · a4 чорний пішак · f4 білий ферзь · g4 чорний пішак · h4 білий пішак · b3 чорний пішак · g3 білий пішак · b2 білий пішак · g2 білий кінь · a1 білий король | d8 чорна тура · b7 чорний ферзь · d7 чорна тура · h6 чорний пішак · f5 білий пішак · h5 чорний король · a4 чорний пішак · f4 білий ферзь · g4 чорний пішак · h4 білий пішак · b3 чорний пішак · g3 білий пішак · b2 білий пішак · g2 білий кінь · a1 білий король | d8 чорна тура · b7 чорний ферзь · d7 чорна тура · h6 чорний пішак · f5 білий пішак · h5 чорний король · a4 чорний пішак · f4 білий ферзь · g4 чорний пішак · h4 білий пішак · b3 чорний пішак · g3 білий пішак · b2 білий пішак · g2 білий кінь · a1 білий король | d8 чорна тура · b7 чорний ферзь · d7 чорна тура · h6 чорний пішак · f5 білий пішак · h5 чорний король · a4 чорний пішак · f4 білий ферзь · g4 чорний пішак · h4 білий пішак · b3 чорний пішак · g3 білий пішак · b2 білий пішак · g2 білий кінь · a1 білий король | 4 |
| 3 | d8 чорна тура · b7 чорний ферзь · d7 чорна тура · h6 чорний пішак · f5 білий пішак · h5 чорний король · a4 чорний пішак · f4 білий ферзь · g4 чорний пішак · h4 білий пішак · b3 чорний пішак · g3 білий пішак · b2 білий пішак · g2 білий кінь · a1 білий король | d8 чорна тура · b7 чорний ферзь · d7 чорна тура · h6 чорний пішак · f5 білий пішак · h5 чорний король · a4 чорний пішак · f4 білий ферзь · g4 чорний пішак · h4 білий пішак · b3 чорний пішак · g3 білий пішак · b2 білий пішак · g2 білий кінь · a1 білий король | d8 чорна тура · b7 чорний ферзь · d7 чорна тура · h6 чорний пішак · f5 білий пішак · h5 чорний король · a4 чорний пішак · f4 білий ферзь · g4 чорний пішак · h4 білий пішак · b3 чорний пішак · g3 білий пішак · b2 білий пішак · g2 білий кінь · a1 білий король | d8 чорна тура · b7 чорний ферзь · d7 чорна тура · h6 чорний пішак · f5 білий пішак · h5 чорний король · a4 чорний пішак · f4 білий ферзь · g4 чорний пішак · h4 білий пішак · b3 чорний пішак · g3 білий пішак · b2 білий пішак · g2 білий кінь · a1 білий король | d8 чорна тура · b7 чорний ферзь · d7 чорна тура · h6 чорний пішак · f5 білий пішак · h5 чорний король · a4 чорний пішак · f4 білий ферзь · g4 чорний пішак · h4 білий пішак · b3 чорний пішак · g3 білий пішак · b2 білий пішак · g2 білий кінь · a1 білий король | d8 чорна тура · b7 чорний ферзь · d7 чорна тура · h6 чорний пішак · f5 білий пішак · h5 чорний король · a4 чорний пішак · f4 білий ферзь · g4 чорний пішак · h4 білий пішак · b3 чорний пішак · g3 білий пішак · b2 білий пішак · g2 білий кінь · a1 білий король | d8 чорна тура · b7 чорний ферзь · d7 чорна тура · h6 чорний пішак · f5 білий пішак · h5 чорний король · a4 чорний пішак · f4 білий ферзь · g4 чорний пішак · h4 білий пішак · b3 чорний пішак · g3 білий пішак · b2 білий пішак · g2 білий кінь · a1 білий король | d8 чорна тура · b7 чорний ферзь · d7 чорна тура · h6 чорний пішак · f5 білий пішак · h5 чорний король · a4 чорний пішак · f4 білий ферзь · g4 чорний пішак · h4 білий пішак · b3 чорний пішак · g3 білий пішак · b2 білий пішак · g2 білий кінь · a1 білий король | 3 |
| 2 | d8 чорна тура · b7 чорний ферзь · d7 чорна тура · h6 чорний пішак · f5 білий пішак · h5 чорний король · a4 чорний пішак · f4 білий ферзь · g4 чорний пішак · h4 білий пішак · b3 чорний пішак · g3 білий пішак · b2 білий пішак · g2 білий кінь · a1 білий король | d8 чорна тура · b7 чорний ферзь · d7 чорна тура · h6 чорний пішак · f5 білий пішак · h5 чорний король · a4 чорний пішак · f4 білий ферзь · g4 чорний пішак · h4 білий пішак · b3 чорний пішак · g3 білий пішак · b2 білий пішак · g2 білий кінь · a1 білий король | d8 чорна тура · b7 чорний ферзь · d7 чорна тура · h6 чорний пішак · f5 білий пішак · h5 чорний король · a4 чорний пішак · f4 білий ферзь · g4 чорний пішак · h4 білий пішак · b3 чорний пішак · g3 білий пішак · b2 білий пішак · g2 білий кінь · a1 білий король | d8 чорна тура · b7 чорний ферзь · d7 чорна тура · h6 чорний пішак · f5 білий пішак · h5 чорний король · a4 чорний пішак · f4 білий ферзь · g4 чорний пішак · h4 білий пішак · b3 чорний пішак · g3 білий пішак · b2 білий пішак · g2 білий кінь · a1 білий король | d8 чорна тура · b7 чорний ферзь · d7 чорна тура · h6 чорний пішак · f5 білий пішак · h5 чорний король · a4 чорний пішак · f4 білий ферзь · g4 чорний пішак · h4 білий пішак · b3 чорний пішак · g3 білий пішак · b2 білий пішак · g2 білий кінь · a1 білий король | d8 чорна тура · b7 чорний ферзь · d7 чорна тура · h6 чорний пішак · f5 білий пішак · h5 чорний король · a4 чорний пішак · f4 білий ферзь · g4 чорний пішак · h4 білий пішак · b3 чорний пішак · g3 білий пішак · b2 білий пішак · g2 білий кінь · a1 білий король | d8 чорна тура · b7 чорний ферзь · d7 чорна тура · h6 чорний пішак · f5 білий пішак · h5 чорний король · a4 чорний пішак · f4 білий ферзь · g4 чорний пішак · h4 білий пішак · b3 чорний пішак · g3 білий пішак · b2 білий пішак · g2 білий кінь · a1 білий король | d8 чорна тура · b7 чорний ферзь · d7 чорна тура · h6 чорний пішак · f5 білий пішак · h5 чорний король · a4 чорний пішак · f4 білий ферзь · g4 чорний пішак · h4 білий пішак · b3 чорний пішак · g3 білий пішак · b2 білий пішак · g2 білий кінь · a1 білий король | 2 |
| 1 | d8 чорна тура · b7 чорний ферзь · d7 чорна тура · h6 чорний пішак · f5 білий пішак · h5 чорний король · a4 чорний пішак · f4 білий ферзь · g4 чорний пішак · h4 білий пішак · b3 чорний пішак · g3 білий пішак · b2 білий пішак · g2 білий кінь · a1 білий король | d8 чорна тура · b7 чорний ферзь · d7 чорна тура · h6 чорний пішак · f5 білий пішак · h5 чорний король · a4 чорний пішак · f4 білий ферзь · g4 чорний пішак · h4 білий пішак · b3 чорний пішак · g3 білий пішак · b2 білий пішак · g2 білий кінь · a1 білий король | d8 чорна тура · b7 чорний ферзь · d7 чорна тура · h6 чорний пішак · f5 білий пішак · h5 чорний король · a4 чорний пішак · f4 білий ферзь · g4 чорний пішак · h4 білий пішак · b3 чорний пішак · g3 білий пішак · b2 білий пішак · g2 білий кінь · a1 білий король | d8 чорна тура · b7 чорний ферзь · d7 чорна тура · h6 чорний пішак · f5 білий пішак · h5 чорний король · a4 чорний пішак · f4 білий ферзь · g4 чорний пішак · h4 білий пішак · b3 чорний пішак · g3 білий пішак · b2 білий пішак · g2 білий кінь · a1 білий король | d8 чорна тура · b7 чорний ферзь · d7 чорна тура · h6 чорний пішак · f5 білий пішак · h5 чорний король · a4 чорний пішак · f4 білий ферзь · g4 чорний пішак · h4 білий пішак · b3 чорний пішак · g3 білий пішак · b2 білий пішак · g2 білий кінь · a1 білий король | d8 чорна тура · b7 чорний ферзь · d7 чорна тура · h6 чорний пішак · f5 білий пішак · h5 чорний король · a4 чорний пішак · f4 білий ферзь · g4 чорний пішак · h4 білий пішак · b3 чорний пішак · g3 білий пішак · b2 білий пішак · g2 білий кінь · a1 білий король | d8 чорна тура · b7 чорний ферзь · d7 чорна тура · h6 чорний пішак · f5 білий пішак · h5 чорний король · a4 чорний пішак · f4 білий ферзь · g4 чорний пішак · h4 білий пішак · b3 чорний пішак · g3 білий пішак · b2 білий пішак · g2 білий кінь · a1 білий король | d8 чорна тура · b7 чорний ферзь · d7 чорна тура · h6 чорний пішак · f5 білий пішак · h5 чорний король · a4 чорний пішак · f4 білий ферзь · g4 чорний пішак · h4 білий пішак · b3 чорний пішак · g3 білий пішак · b2 білий пішак · g2 білий кінь · a1 білий король | 1 |
|   | a | b | c | d | e | f | g | h |   |

FEN: 3r4/1q1r4/7p/5P1k/p4QpP/1p4P1/1P4N1/K7
1. Qf4-d6! ~ 2. Sf4, Qg6#
1. ... Rxe6 2. Sf4#
- — - — - — -
1. ... Qxg2 2. Qg6#
Невідомо де опублікована задача.